# Margherita Barezzi
Margherita Barezzi Verdi (Busseto, 4 maggio 1814 – Milano, 18 giugno 1840) fu la prima moglie di Giuseppe Verdi.

## Biografia
Figlia dell'agiato commerciante Antonio Barezzi, incoraggiata dal padre, Margherita iniziò a studiare per diletto canto e pianoforte sotto la guida del giovanissimo Giuseppe Verdi dalla fine del 1830, quando il giovane compositore venne ospitato in casa sua e in breve divenne il suo fidanzato.
I due si sposarono a Busseto il 4 maggio 1836 nell'Oratorio della Santissima Trinità, a poca distanza dalla sua abitazione, con la presenza dell'Orchestra Filarmonica locale diretta dal signor Barezzi. Il pranzo di nozze, che coinvolse gran parte del paese, si tenne in casa Barezzi e subito dopo gli sposi partirono alla volta di Milano per un breve viaggio di nozze. Al loro ritorno a Busseto, la coppia si trasferì a palazzo Tedaldi, uno dei più signorili della cittadina, che il Barezzi aveva acquistato e predisposto per la coppia.

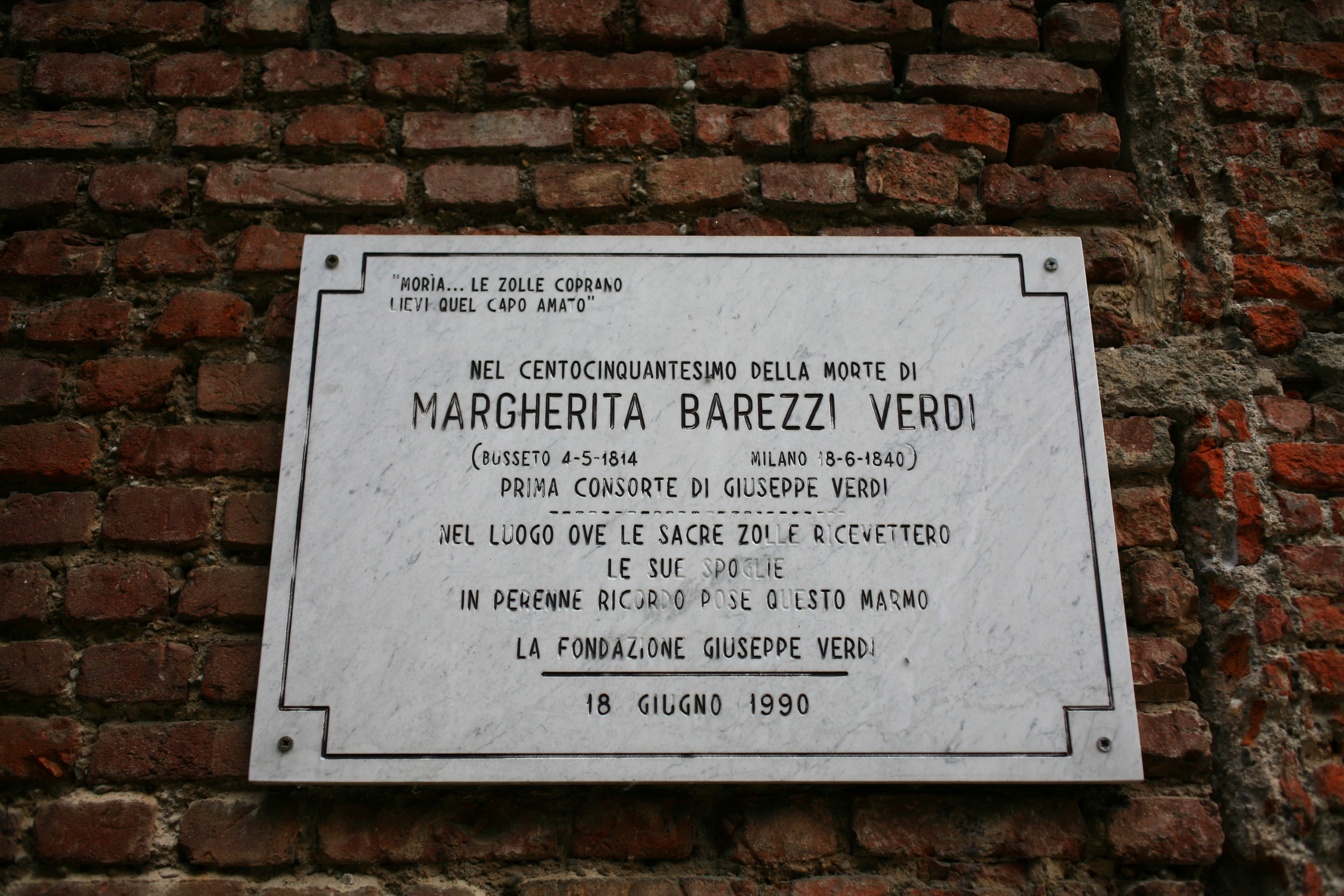
Lapide a ricordo della sepoltura di Margherita Barezzi Verdi al Fopponino di Milano

L'anno successivo ed a breve distanza, nacquero due figli, Virginia (Busseto, 26 marzo 1837 - Busseto, 12 agosto 1838) e Icilio Romano (Busseto, 11 luglio 1838 - Milano, 22 ottobre 1839), che comunque morirono entrambi all'età di un anno. Nel febbraio del 1839, dopo che Verdi abbandonò il suo lavoro di maestro di musica, si trasferì a Milano seguendo devotamente il marito nei suoi sforzi iniziali per farsi strada nel mondo della musica. Presenziò al debutto della prima opera di Verdi rappresentata al Teatro alla Scala, l'Oberto, Conte di San Bonifacio, nel novembre del 1839.
Morì l'anno successivo all'età di soli 26 anni a causa di una encefalite mentre Verdi stava componendo la sua seconda opera lirica, Un giorno di regno. Fu sepolta nel cimitero milanese del Fopponino di Porta Vercellina, oggi non più esistente: della sepoltura rimane una lapide a ricordo, apposta nel 1990 dalla Fondazione Giuseppe Verdi
Dal 2001 la sua storica casa a Busseto è sede di un museo di cimeli verdiani affidato all'Associazione Amici di Verdi.